# Slobodna Vlast
Slobodna Vlast es una localidad de Croacia situada en el municipio de Levanjska Varoš, en el condado de Osijek-Baranya. Según el censo de 2021, tiene una población de 121 habitantes.

## Demografía
| Gráfica de población de Slobodna Vlast 1857-2011                   |
|                                                                    |
| Según los censos de población de la Oficina de Estadísticas Croata |